# Цукролюб
Цукролюб (Promerops) — рід горобцеподібних птахів монотипової родини цукролюбових (Promeropidae). Містить 2 види.

## Поширення
Ендеміки Південної Африки. Цукролюби поширені у Зімбабве, Мозамбіку, Лесото, Есватіні та ПАР. Птахи мешкають у фінбоші серед заростів протеї, нектаром якої вони живляться. Інколи трапляються у садах та плантаціях.

## Види
- Цукролюб буроволий (Promerops cafer)
- Цукролюб рудоволий (Promerops gurneyi)